# Selenaspidus ferox
Selenaspidus ferox är en insektsart som beskrevs av Karl Hermann Leonhard Lindinger 1909. Selenaspidus ferox ingår i släktet Selenaspidus och familjen pansarsköldlöss. Inga underarter finns listade i Catalogue of Life.